# Ruellia saulensis
Ruellia saulensis är en akantusväxtart som beskrevs av D.C. Wasshausen. Ruellia saulensis ingår i släktet Ruellia och familjen akantusväxter. Inga underarter finns listade i Catalogue of Life.